# 리빙쇼 당신의 여섯시
《리빙쇼 당신의 여섯시》는 2009년 4월 20일부터 2011년 11월 3일까지 방송되었던 시사교양 프로그램이다.

## 방송 시간
| 방송 채널 | 방송 기간                         | 방송 시간                                                                         |
| --------- | --------------------------------- | --------------------------------------------------------------------------------- |
| KBS 2TV   | 2009년 4월 20일 ~ 2010년 5월 7일  | 매주 월요일 ~ 목요일 저녁 6시 10분 ~ 7시 5분 매주 금요일 오후 5시 40분 ~ 6시 40분 |
| KBS 2TV   | 2010년 5월 10일 ~ 2011년 11월 3일 | 매주 월요일 ~ 목요일 저녁 6시 5분 ~ 7시 10분                                      |

## 코너

### 매일 코너
- 천고마비 프로젝트 셰프의 밥상
  - 월요일 : 토니 유의 손님초대상
  - 화요일 : 장명순의 건강밥상
  - 수요일 : 신 군의 저칼로리 밥상
  - 목요일 : 토니 오의 아이 러브 밥상

### 오색다이어트 살과의 전쟁
리빙쇼 당신의 여섯시에서 초반기부터 후반기까지 하였던 프로그램으로 5명의 연예인 도전자들이 8주간 다이어트로 살을 빼면서 경합하는 코너다.
매일 한 사람 씩 다이어트를 하는 모습과 과정을 그려내며, 시청자들에게도 다이어트에 대한 좋은 정보를 제공한다.
8주간의 도전을 마친후에 우승자에게는 여행권이 상품으로 주어진다. 일반적으로 첫주는 도전자의 예전 모습을 보여주며, 마지막 주는 다이어트를 한 연예인들의 후기를 담아낸다. 즉 1기는 약 10주간 방송이 된다. 총 5기까지 방송이 되었으며, 중간에 개편으로 매주 월요일부터 목요일까지 저녁 6시 5분에 방송되면서 오색다이어트에서 사색다이어트라는 제목으로 바뀌기도 했다.
5기 때는 연예인이 아니라 시청자들이 출연해서 대결을 펼치는 형식으로 진행되었으며, 매주 월요일부터 목요일까지 한 조씩 방송이 되었다.

### 요일별 코너
- 월요일 : 변신 줌마투어 2기, 핫소스(핫 & 소셜 스타일)
- 화요일 : 맛있는 발견, 쿠킹노트
- 수요일 : 선영아 살림해, 살림 사용 설명서, 여행 열전
- 목요일 : 똑소리, 화제인, 알뜰 장바구니